# František Kopřiva
František Kopřiva (28 gennaio 1901 – 30 novembre 1962) è stato un calciatore cecoslovacco, di ruolo portiere.
Secondo altre fonti è deceduto nel 1963.

## Carriera

### Nazionale
Con la Cecoslovacchia gioca una sola partita: il 28 giugno 1922 scende in campo contro la Jugoslavia, sfida persa 4-3.